# Виппер, Борис Робертович
Бори́с Ро́бертович Ви́ппер (латыш. Boriss Vipers; 3 (15) апреля 1888, Москва — 24 января 1967, там же) — русский, латвийский, советский историк искусства, теоретик, педагог и музейный деятель, один из создателей советской школы историков западноевропейского искусства. Профессор (1918, 1931), заслуженный деятель искусств РСФСР (1959), член-корреспондент Академии художеств СССР (1962).

## Биография, этапы научной деятельности

### Детство, студенческие годы
Предки Б. Р. Виппера по отцу были австрийскими выходцами из города Брегенц (Форарльберг, близ Швейцарии), его прадед переехал в Россию около 1820 года. Дед будущего искусствоведа, Юрий Францевич Виппер, преподавал в 1-й частной гимназии Креймана, Строгановском училище и Лазаревском институте, отец Роберт Юрьевич Виппер — известный русский историк, профессор, впоследствии академик. Мать, Анастасия Васильевна Виппер, урожденная Ахрамович (1863—1915), — белорусского происхождения, родом из Слуцка. Отец и мать Бориса жили в полном духовном единении, их единственный ребенок рос в обстановке семейной гармонии и заботы о развитии его способностей. Б. Р. Виппер вспоминал впоследствии, что родители уделяли ему много внимания, не стесняли, но и не баловали, много путешествовали вместе с ним. От отца Борис Виппер воспринял широкий историзм и образность мышления, а также его яркий, живой литературный стиль. Рано проявились и его собственные художественные склонности, прежде всего — тяготение к живописи и к музыке.
В 1906 году Борис Виппер окончил Седьмую Московскую классическую гимназию и поступил на историко-филологический факультет Московского университета. Основным учителем Б. Р. Виппера в университете был Н. И. Романов, лекции которого дали Випперу не только обстоятельные знания по истории западноевропейского искусства, но и вызвали преобладающий интерес к двум его классическим периодам — итальянскому Возрождению и Голландской живописи XVII века. Однако первой научной публикацией Б. Р. Виппера стала его работа на античную тему: «Памятник Гарпий» (1908), написанная под влиянием курсов искусства древних эпох другого университетского наставника – В. К. Мальмберга.

### Начало научно-педагогической деятельности
Если студенческие годы Бориса Виппера (1906—1911) совпали с рождением полноценного университетского искусствознания в России — преобразованием кафедры истории искусств при историко-филологическом факультете Московского университета в первое и единственное в стране отделение истории и теории искусств (1907), — то началу его научно-педагогической деятельности сопутствовало открытие в Москве Музея изящных искусств (1912), ставшего основным местом исследовательской и просветительской работы первых выпускников отделения.
По завершении обучения Б. Р. Виппер был оставлен при университете. В процессе подготовки к магистерскому экзамену он совершил несколько поездок за границу, работал в библиотеках и музеях Вены, Парижа, Берлина, Италии, Голландии. В это же время он практически изучал живопись в студиях К. Киша и К. Ф. Юона, а также архитектурное проектирование под руководством архитектора И. И. Рерберга. С 1913 года Виппер работал хранителем картинной галереи Румянцевского музея и одновременно (в 1914—1917) читал лекции по истории искусства в Народном университете имени Шанявского. Первые же выступления молодого лектора имели большой успех. Ранние публикации Виппера передают его яркую, полемическую манеру лектора, с первых же слов захватывавшего аудиторию, — примером может служить вступление в его статье «Проблема сходства в портрете» (1917):

«Заказчик и художник редко бывают друзьями. Да и трудно прийти к дружескому согласию, толкуя на разных языках. Ведь заказчик, особенно если он к тому же любитель искусства, никогда не ограничится простым определением срока, когда должен быть готов заказ, или цифрой вознаграждения; ведь ему тоже хочется принять участие в создании будущего художественного произведения: у него есть любимые настроения, у него есть стена или потолок, которые он давно мечтал вот так или так разукрасить. А художник просит только об одном: чтобы не насиловали его творческую волю, чтобы чужие, неловкие руки не измяли нежный образ его фантазии, его хрупкую святыню. Где же им столковаться! Но нигде эта рознь, эта почти враждебность двух несогласных мировоззрений, нигде она не сказывается так резко, как в области портрета…».— Статьи об искусстве. — М., 1970. — С. 342.
В 1915 году, после сдачи магистерских экзаменов, он был зачислен приват-доцентом Московского университета (1916). Защита его магистерской диссертации на тему «Проблема и развитие натюрморта» произошла уже после революции — в 1918 году. С 1918 года он участвовал в работе музейной секции Наркомпроса и тогда же был утверждён в звании профессора Московского университета, где читал курсы и вёл семинары до лета 1924 года. В эти годы лекции Б. Р. Виппера слушали Н. И. Брунов, В. Н. Лазарев, М. В. Алпатов, Г. В. Жидков — впоследствии выдающиеся советские искусствоведы. Специальный курс Б. Р. Виппер был посвящён искусству Возрождения, в этот же период он много времени уделял голландской живописи XVI—XVII веков и особенно Рембрандту. В это же время им была написана программная статья об историческом развитии стилей: «Три стиля» (1920). В этой небольшой работе Б. Р. Виппер сформулировал свою концепцию развития изобразительного искусства — в зависимости от понимания пространства и предмета в различные эпохи. К первому стилю он отнёс классическое искусство Древнего Египта, в котором господствовало плоскостное изображение, где нет пространства вне предмета. Ко второму — искусство Дальнего Востока, где есть динамическое пространство, но взятое сверху вниз, а не в обычной перспективе. К третьему — европейскую живопись последних пяти столетий с его глубоким пространством, центральной перспективой и объемным изображением предмета. При этом общая эволюция искусства, по Випперу, была связана не с развитием технического мастерства, а со сменой художественных мировоззрений.
В первые послереволюционные годы возникло ещё одно направление научно-просветительских интересов Б. Р. Виппера: введение в научный оборот отечественного искусствознания работ ведущих зарубежных историков искусства. Виппер перевёл на русский язык один из ключевых трудов Генриха Вёльфлина «Истолкование искусства» и редактировал перевод книги Макса Фридлендера «Знаток искусства». Последняя работа отразила еще одну сторону многогранной деятельности Виппера — его интерес к проблемам научной атрибуции и музейной экспертизы произведений искусства.

### Вынужденный отъезд и работа в Латвийском университете и Академии художеств
В 1922 году в журнале «Под знаменем марксизма» была напечатана работа В. И. Ульянова (Ленина) «О значении воинствующего материализма», в которой отец Б. Р. Виппера историк Р. Ю. Виппер был объявлен сторонником «теоретико-познавательного критицизма», связанного с достижениями экспериментальной психологии (эмпириокритицизм).  Последовавшие вслед за этим идеологические гонения в советской печати вынудили профессора Р. Ю. Виппера подать прошение в Ригу в недавно созданный Латвийский университет. Летом 1924 года 65-летний Роберт Юрьевич оставил Московский университет и к началу учебного года переехал в Ригу в сопровождении сына — молодому профессору Б. Р. Випперу также последовало предложение, из Латвийской Академии художеств. В Москве остались жена Бориса Робертовича, Мария Николаевна, с тремя детьми — 8-летним Юрием, 4-летним Павлом и годовалым Андреем. Мария Николаевна Виппер с детьми переехала в Ригу только в 1928 году 
С конца лета 1924 года до середины мая 1941 года отец и сын — Роберт и Борис Випперы — жили и преподавали в Риге. Они стояли особняком к многочисленной российской эмиграции, их присутствие не было замечено практически ни в одной местной русской организации того времени. Б. Р. Виппер вёл курсы истории и теории искусств в Латвийском университете и в Академии художеств, и кроме того, специально занимался латышским искусством и фактически положил начало его научной разработке («Латышское искусство», 1927; «Искусство Латвии эпохи барокко», 1937; «Проблемы истории латышского искусства», 1938; «Латвийское искусство. Опыт синтеза», 1940).
Параллельно Б. Р. Виппер продолжал разрабатывать свои лекционные курсы по всеобщей истории искусства, периодически публикуя фрагменты из текстов лекций в статьях («Первобытное искусство», 1925; «Критское искусство», 1928; «Китайская живопись», 1928; «Проблема времени в изобразительных искусствах», 1936). Для издания автобиографии Бенвенуто Челлини Виппер подготовил вводную статью, представив личность скульптора-мемуариста в широком историко-культурном контексте («Бенвенуто Челлини. Человек, время, художник», 1941).
В 1927 году он защитил докторскую диссертацию в Каунасском университете.
К середине 1930-х годов в процессе работы над лекционными курсами Випперу стало не хватать прежних впечатлений от памятников классического искусства, полученных в его первых европейских поездках после окончания университета. Летом 1937 года он совершил новое путешествие, побывав в Вене и Париже, в Голландии, Германии и во многих городах Италии. Кульминационным моментом поездки стало посещение огромной выставки произведений Тинторетто в Венеции. Экспозиция отличалась редкой полнотой, многие работы художника были извлечены на свет из обычно темных храмов, где они были практически недоступны для восприятия, его знаменитые живописные циклы в Скуола Сан-Рокко были специально подсвечены. Выставка Тинторетто дала Б. Р. Випперу важные импульсы для последующего создания монографии об этом мастере, другие итальянские впечатления непосредственно отразились в монографии о Джотто (1938). Латвийский этап научной деятельности Виппера подытожил его сборник очерков по истории и теории искусства «Судьбы искусства и художественные ценности», изданный в 1940 году.

### Возвращение в Москву. Руководство кафедрой всеобщего искусствознания
Менее чем через год после того, как Латвия вошла в состав СССР, отец и сын Випперы были приглашены на постоянную работу в Москву. Перед началом войны, в мае 1941 года Б. Р. Виппер получил должность научного сотрудника секции истории искусств Института истории материальной культуры Академии наук СССР (ИИМК) и кафедру истории искусств в ИФЛИ. В октябре он был эвакуирован с Институтом Академии наук в Ташкент, где параллельно заведовал кафедрой истории искусств в Средне-Азиатском государственном университете. Летом 1943 года, вернувшись из эвакуации в Москву, Б. Р. Виппер возглавил кафедру общего (зарубежного) искусствознания искусствоведческого отделения МГУ и был утверждён в учёной степени доктора искусствоведческих наук. В том же году Виппер вернулся и к музейной работе, получив должность заместителя директора по научной части в Музее изобразительных искусств имени А. С. Пушкина. В 1944 году искусствоведческий сектор Института истории материальной культуры был переведён во вновь созданный Институт истории искусств Академии наук СССР, и Б. Р. Виппер со времени основания нового института работал в нём до конца дней.
На кафедре общего (зарубежного) искусствознания МГУ Виппер читал курсы, детально разработанные им за годы преподавания в Риге. Особое место среди них занял теоретический курс техники и стилистики искусства (позднее опубликованный как «Введение в историческое изучение искусства»). В этом оригинальном годичном курсе Виппер давал будущим искусствоведам ориентацию в практической специфике каждого из родов изобразительного искусства, выявляя преимущественные возможности графики и разных её видов, живописи и разных её техник, скульптуры и разных её материалов.
За одиннадцать лет работы Б. Р. Виппера в Московском университете на его лекционных курсах и семинарах, посвященных искусству эпохи Возрождения и XVII—XVIII веков, выросла целая плеяда молодых специалистов, многие из которых позднее стали лидерами отечественного искусствознания, видными представителями музейного сообщества, ведущими художественными критиками. Среди них: И. А. Антонова, Е. И. Ротенберг, В. Н. Гращенков, В. Н. Прокофьев, А. А. Каменский, А. М. Кантор, Р. Б. Климов, М. Я. Либман, М. И. Свидерская, И. Е. Данилова Т. П. Каптерева, Ю. К. Золотов.

«…Восхищали [его] лекции, в которых всё было необычайно систематичным, до предела ясным, и вместе с тем всё удивляло новизной и глубиной мысли, изложенной в четких, лаконичных формулах, напоминающих афоризм… Немалое значение имело и то, что рядом с Виппером как-то не возникал вопрос о языковых барьерах. Казалось, что Борис Робертович родился на свет с полным и абсолютным знанием всех существующих на свете языков, а также всей мировой литературы, не только искусствоведческой, но любого профиля и назначения. Никакие аналогии из области философии, литературы, музыки, театра, любых гуманитарных и естественных наук не представляли для него трудности, всё он анализировал и сопоставлял с абсолютной уверенностью, всё знал с доскональностью, присущей «узкому» специалисту…»— А. М. Кантор («О Борисе Робертовиче Виппере»).
В 1954 году Б. Р. Виппер покинул МГУ в связи с решением об объединении кафедр общего искусствознания и русского искусства в единую кафедру теории и истории искусства под руководством А. А. Фёдорова-Давыдова (о весьма сложных отношениях между Б. Р. Виппером и А. А. Фёдоровым-Давыдовым упоминал в своих воспоминаниях ученик и аспирант Бориса Робертовича Е. И. Ротенберг). Оставив работу в университете, Виппер продолжал воспитание искусствоведческой молодежи в Институте истории искусств Академии наук и в Институте теории и истории изобразительных искусств Академии художеств, где руководил аспирантами, а также в ГМИИ имени А. С. Пушкина, где постоянно наблюдал за деятельностью молодых сотрудников.

### Послевоенные монографии и обвинения в «космополитизме»

Титульный лист книги Б. Р. Виппера «Искусство Англии» (1945)

Научная деятельность Б. Р. Виппера в первые послевоенные годы характеризуется не только продолжением его педагогической деятельности, но и публикацией двух небольших трудов, оставивших яркий след в творческой биографии учёного и ставших предметом идеологических нападок на него. Обзорная монография об искусстве Англии (1945), стала первой работой Виппера, представленная отечественному читателю после более чем двадцатилетнего перерыва, и продемонстрировала стиль широко эрудированного историка, тонкого знатока искусства и блестящего литератора. К лучшим образцам этого стиля относится сравнительная характеристика двух ведущих мастеров английской портретной школы — Джошуа Рейнольдса и Томаса Гейнсборо:

«И Рейнолдс, и Генсборо являются изобразителями верхушки английского общества, часто пишут одни и те же модели. Но и по своим социально-политическим привязанностям, и по содержанию своего искусства, и по своим живописным методам, и по своему художественному темпераменту они представляют полную противоположность друг другу. Рейнолдс — сын пастора, прошедший солидную школу в Англии и долго штудировавший в Италии, один из образованнейших людей своего времени, член партии вигов, принимавший активное участие в политике, джентльмен по своим привычкам и повадкам, типичный представитель городской культуры. Генсборо — сын текстильного фабриканта, близок к тори, друг короля и консервативного поместного дворянства, почти автодидакт, не прочитавший ни одной книги, живописец до мозга костей, работал главным образом в тиши провинции, в атмосфере сельской природы. Искусство Рейнолдса построено на строгих рационалистических основах и проникнуто пафосом, искусство Генсборо — эмоционально и музыкально.

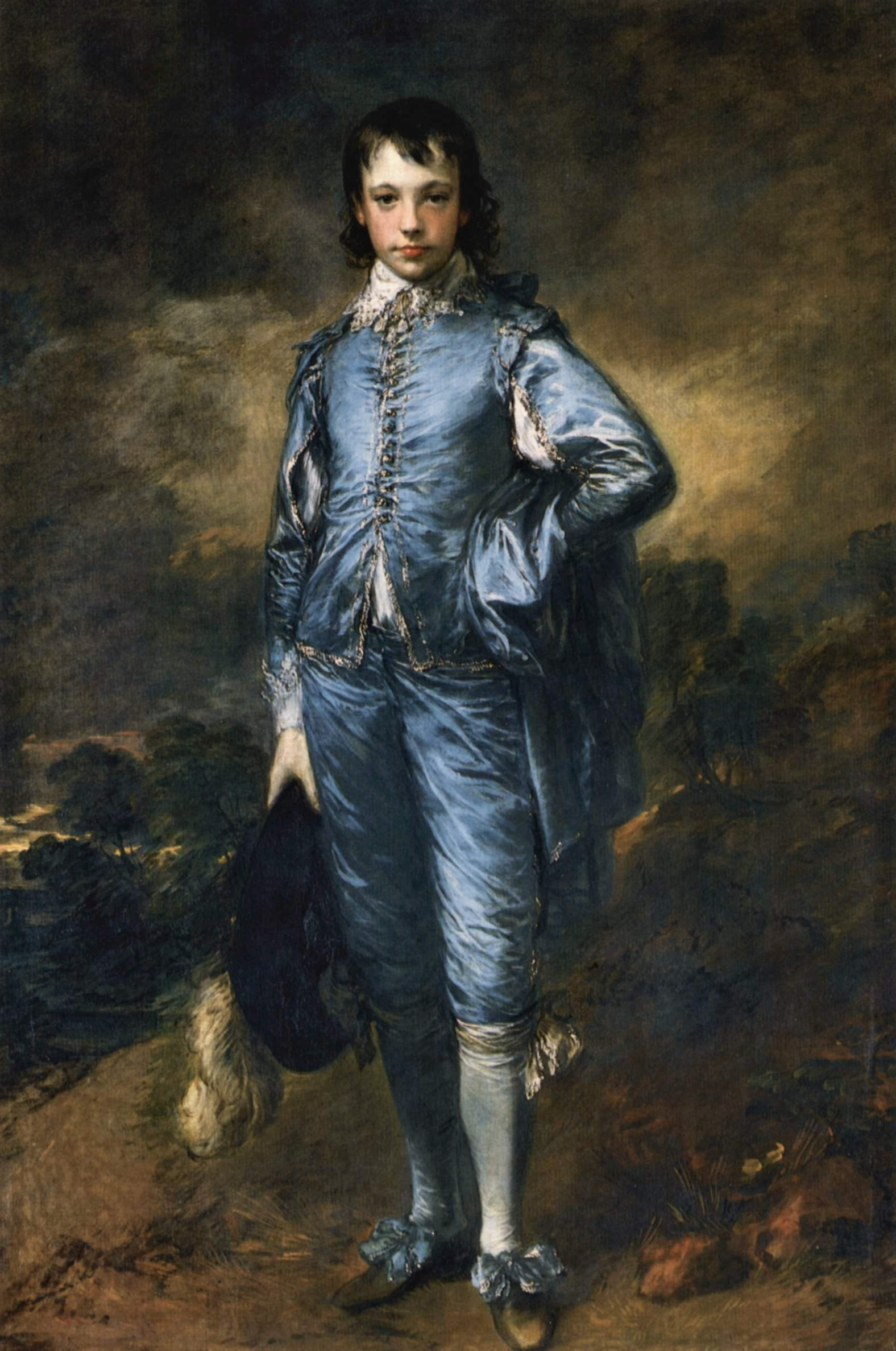
Томас Гейнсборо. «Мальчик в голубом» (1770). Библиотека Хантингтона, Сан-Марино (Калифорния).

…Самая знаменитая картина Генсборо „Голубой мальчик“ — ясно свидетельствует о том, насколько родственны Рейнолдс и Генсборо и насколько они все же друг от друга отличаются. Сходство с Рейнолдсом проявляется в аристократическом, парадном тоне, напоминающем Ван-Дейка, сказочно-пышной одежде, созвучии голубого шелка с декоративно-обобщенным фоном. Вместе с тем сразу бросается в глаза и отличие. Генсборо проще, легче, сердечнее и музыкальнее, чем Рейнолдс. Если в искусстве Рейноллдса больше чувствуется дух барокко, то Генсборо, во всяком случае, ближе к стилю рококо (его „Голубой мальчик“ напоминает не только принцев Ван-Дейка, но и „меццетанов“ Ватто). Особенно это заметно в колорите. Рейнолдс остается верен традициям барокко, предпочитая теплые тона и ограничивая палитру главным образом красными, коричневыми и желтыми оттенками. Напротив, „Голубой мальчик“ написан почти исключительно на сочетании холодных тонов — голубого, светло-зеленого и серого».— Б. Р. Виппер (из книги «Искусство Англии».
Следующая монография Б. Р. Виппера, посвященная искусству Тинторетто (1948), как и предшествующая работа, была написана на основе умозаключений, выведенных в процессе подготовки лекционных курсов. Но, одновременно, она стала и личным откликом учёного на впечатления, полученные от грандиозной выставки произведений художника 1937 года. Книга о Тинторетто выявила не только высшие степени историко-художественных обобщений в характеристиках произведений и творческого метода великого венецианца, но и стала одной из самых эмоционально-ярких работ в творчестве Виппера.
За книги об изобразительном искусстве Англии и творчестве Тинторетто Б. Р. Виппер был подвергнут обвинениям в «англомании» и «космополитизме». В первых строках монографии о Тинторетто Б. Р. Виппер позволил себе неосторожное по тем временам высказывание: «Автору настоящего очерка посчастливилось подробно ознакомиться с замечательной выставкой, организованной летом 1937 года в Венеции и посвящённой творчеству Тинторетто».

«Это слово „посчастливилось“ было расценено как преклонение перед Западом, космополитизм, и было специально организовано заседание кафедры в Московском университете, где я как раз был в аспирантуре, где его ругали официально…»— Е. И. Ротенберг // Беседы с Е. И. Ротенбергом
В «Литературной газете» 1 августа 1950 года была опубликована статья поэтессы Е. Шевелевой «Английский туман». В ней говорилось, что «…сей англоман тщится приписать английскому искусству лавры, на которые оно никогда не претендовало», и делался организационный вывод: «Удивительнее всего то, что космополитическая книжка Б. Виппера, изданная в 1945 г., до сих пор числится в списках литературы, рекомендованных Министерством высшего образования СССР для нашего студенчества. Книга эта может принести лишь вред. <…> Что же касается дальнейшей научной и педагогической деятельности Б. Виппера, то она может быть полезной лишь при одном условии. Б. Виппер должен подвергнуть честной и принципиальной самокритике свои ошибочные взгляды на развитие западноевропейского искусства». Месяц спустя журнал «Искусство» (№ 5. — сентябрь-октябрь 1950) напечатал передовицу «Долг советских искусствоведов», в которой признавалось, что «о непреодоленных влияниях буржуазного формалистического искусствознания свидетельствуют и книги профессора Б. Виппера об английском искусстве и о Тинторетто». Автор «некритически следовал концепциям реакционных буржуазных искусствоведов — идеалистов и формалистов».
В сложившейся ситуации Б. Р. Випперу пришлось публично выразить свою «приверженность долгу советских искусствоведов» — это выразилось в двух его статьях: «Сюрреализм и его американские апологеты» (Сборник «Против буржуазного искусства и искусствознания». — М., Изд-во АН СССР, 1951. — С. 22—41.) и «Ложные методы монографического исследования в современном буржуазном искусствознании (Питер Брейгель Мужицкий)» («Ежегодник Института истории искусств». — М., 1952. — С. 201—216).

### Обобщающие труды 1950-х — 1960-х годов
После ухода из Московского университета Б. Р. Виппер сосредоточил свои усилия на создании цикла обобщающих работ, в которых на самом широком историческом материале и источниковой базе исследовал процесс становления европейского реалистического искусства в двух ключевых фазах его развития — итальянском искусстве XVI—XVIII веков и голландской живописи XVII века. Первые две книги вышли в 1956 и 1957 годах: «Борьба течений в итальянском искусстве XVI века (1520—1590)» и «Становление реализма в голландской живописи XVII века». Третья и четвертая книги, написанные с перерывом в 5 лет и 4 года, развили поставленную проблематику и завершили цикл: «Очерки голландской живописи эпохи расцвета (1640—1670)» (1962) и «Проблемы реализма в итальянской живописи XVII—XVIII вв.» (1966)

«Лучшее из того, что он создал, — труды об искусстве Италии XVI века и о голландской живописи XVII столетия… В этих фундаментальных работах решена труднейшая задача — синтез громадного фактического и аналитического материала в масштабе великой художественной культуры».— Е. И. Ротенберг «Памяти Бориса Робертовича Виппера посвящается»..
C 1960 года Б. Р. Виппер руководил сектором классического искусства Запада в Институте истории искусств Академии Наук и участвовал в нескольких коллективных комплексных трудах. Еще в 1959 году в обстановке некоторого снижения идеологического прессинга в общественных науках он выдвинул новаторскую задачу, не имевшую в то время аналогов ни в отечественной, ни в зарубежной науке об искусстве, — проследить эволюцию методов искусствознания от его истоков до современности. По инициативе Виппера в институте была организована межсекторная группа по истории искусствознания, куда вошли специалисты по истории изобразительных искусств, архитектуры, театра и музыки. Виппер возглавил авторский коллектив по созданию многотомной «Истории европейского искусствознания», написал многие разделы в нескольких томах и был одним из соредакторов издания.
Комплексный характер этого труда во многом был обусловлен особенностями творческого метода и широтой общей эрудиции Б. Р. Виппера. Освещая историю изобразительных искусств, он многие годы параллельно изучал историю театра интересующих его стран, глубоко знал их литературу, обращался к истории театроведения и литературоведения. В его лекционных курсах встречались значительные экскурсы в область музыки (Глюк, Гайдн, Моцарт); в монографии «Тинторетто» он провел параллели творчества художника с современным ему музыкальным искусством Венеции (Габриели, Царлино, Меруло).

Семейное захоронение Випперов на Новодевичьем кладбище Москвы.

За семь лет работы над «Историей европейского искусствознания» под руководством Б. Р. Виппера было подготовлено шесть томов этого коллективного труда: «История европейского искусствознания от античности до конца XVIII века» (1963), «История европейского
искусствознания. Первая половина XIX века» (1965), «История европейского искусствознания. Вторая половина XIX века» (1966), «История европейского искусствознания 1871—1917» в 2-х томах (1969); «Современное искусствознание за рубежом. Очерки» (1964). Редактирование последнего тома издания было закончено в рукописи за две недели до кончины Б. Р. Виппера.

### Семья
Жена: Мария Николаевна Виппер (из купеческого рода Щенковых) (1896—1974). Их дети:
- Юрий Борисович Виппер (1916—1991), литературовед, академик АН СССР
- Павел Борисович Виппер (1920—1997) биолог, геоботаник
- Андрей Борисович Виппер (1923—2008), химик, доктор технических наук.

## Особенности творческого метода
Тесная связь преподавания, историко-теоретических исследований и музейного дела — характерная черта творческого метода Виппера, который сочетал в себе педагога, выступавшего с лекциями и проводившего занятия со студентами в разных учебных заведениях, ученого, поглощенного решением конкретных научных проблем, и музейного сотрудника, знакомого со всеми специфическими формами музейной практики — от атрибуции и экспертизы до создания выставочной экспозиции. При этом Б. Р. Випперу был присущ особенный стиль формулирования искусствоведческой мысли, который проявлялся в ярком сочетании методов научного анализа и обобщения с приемами образной, художественной речи. Однако словесная образность Виппера была не красноречием оратора, а поиском наиболее точной, адекватной формы передачи изобразительных образов.

«Характерно, что, работая над фразой, он всегда заботился о краткости, лаконизме, четкости, выразительности анализа и характеристики. В этом отношении его шедевр – описание офортов Рембрандта в истории голландского искусства: это своего рода классические миниатюры. Борис Робертович не позволял себе давать полный детализированный анализ произведения и не нуждался в этом, поскольку выразительная деталь позволяла опускать другие подробности».— А. М. Кантор («О Борисе Робертовиче Виппере»).

«Виппер был представителем той универсальной синтетической стадии в развитии искусствознания, когда все ныне обособившиеся его отрасли (социология, иконография, иконология и пр.) пребывали в нераздельном органическом единстве и были достоянием каждого ученого, концентрировавшего в себе весь творческий и исследовательский потенциал молодой науки. Это сообщало ему широкий кругозор и большой личный «удельный вес»: это было время крупных личностей в искусствознании. Но всего важнее, что универсальность подхода к искусству отвечала целостной и универсальной природе самого искусства, находилась со своим предметом в отношениях органического соответствия. Именно с этих позиций Виппер мог сказать: «Об искусстве надо писать легко, — не легкомысленно, а легко».— Свидерская М. И. («Читая Б. Р. Виппера: опыт художественного анализа»).

## Признание, наследие
Признание значительного вклада Б. Р. Виппера в деле развития отечественной науки об искусстве началось ещё при жизни учёного. Этот вклад остался не оценён Академией наук (Борис Робертович не был удостоен ни звания академика, как его отец Роберт Юрьевич и сын Юрий Борисович, ни даже звания члена-корреспондента АН СССР), но был отмечен Академией художеств — в 1962 году ему было присвоено звание члена-корреспондента АХ СССР. Но ещё более важным фактом признания заслуг учёного стало введение в научный оборот неизданных работ из его творческого наследия — посмертная публикация знаменитых курсов лекций: «Введение в историческое изучение искусства» — сначала в сборнике «Статьи об искусстве» (1970), затем — отдельной книгой (1985), «Искусство Древней Греции» (1972) и «Итальянский ренессанс XIII—XVI вв.» (1977), а также обобщающего труда «Архитектура русского барокко» (1978).
Самой памятной формой признания вклада Б. Р. Виппера в искусствознание стало учреждение в его честь ежегодной научной конференции «Випперовские чтения», с 1968 года они проводятся в ГМИИ имени А. С. Пушкина.

## Избранная библиография

### Монографии и авторские сборники
- Проблема и развитие натюрморта. (Жизнь вещей). — Казань: Молодые силы, 1922. (переиздание: 2005)
- Latvju māksla [Латышское искусство]. — Rīga, 1927.
- Latvijas māksla baroka laikmetā [Искусство Латвии эпохи барокко]. — Rīga, 1937 (англ. пер. — Baroque art in Latvia. — Rīga, 1939).
- Džotto [Джотто]. — Riga, 1938.
- Mākslas likteņi un vērtības [Судьбы искусства и художественные ценности (Сборник очерков по истории и теории искусства)]. — Riga, 1940.
- Английское искусство. Краткий исторический очерк. — М.: Изд-во ГМИИ имени А.С. Пушкина, 1945. — 104 с.
- Тинторетто. — М.: Изд-во ГМИИ имени А.С. Пушкина,1948. — 192 с.
- Борьба течений в итальянском искусстве XVI века (1520—1590). К проблеме кризиса итальянского гуманизма — М.: Изд-во АН СССР 1956. — 372 с.
- Становление реализма в голландской живописи XVII века. — М.: Искусство, 1957. — 336 с.
- Очерки голландской живописи эпохи расцвета (1640—1670). — М.: Искусство, 1962. — 519 с.
- Проблемы реализма в итальянской живописи XVII—XVIII вв. — М.: Искусство, 1966. — 276 с.
- Статьи об искусстве. — М. : «Искусство», 1970. — 591 с.
- Искусство Древней Греции. — М.: Наука, 1972. 436 с.
- Итальянский ренессанс XIII—XVI вв. — В 2-х тт. — М.: Искусство, 1977. — 468 с.
- Архитектура русского барокко. — М.: Наука, 1978. — 192 с. (переиздание: 2008)
- Введение в историческое изучение искусства. — М.: Изобразительное искусство, 1985. — 286 с. (переиздания: 2004, 2008, 2010)

### Статьи и главы в коллективных трудах
- Памятник Гарпий // Журнал Министерства народного просвещения, новая серия, ч. XVI. — М., 1908, июль, Отдел классической филологии. С. 261—274.
- Проблема сходства в портрете // Московский Меркурий, вып. 1. — М., 1917.
- Три стиля // Казанский музейный вестник, № 7/8. — Казань, 1920. С. 3—10.
- Генуэзцы в Москве // Научные известия Академического центра Наркомпроса, сб. 2. — М., 1922. С. 104—109.
- Рембрандт в изгнании // Среди коллекционеров, № 1. — М., 1922. С. 3—6.
- Искусство без качества // Среди коллекционеров, № 1/2. — М., 1923. С. 7—14.
- Primitīvo māksla [Первобытное искусство] // Ritums, № 2/3. — Rīga, 1925.
- Krētas māksla [Критское искусство] // Illustrēts žurnāls, № 4. — Rīga, 1928.
- Ķīniešu māksla [Китайская живопись] // Illustrēts žurnāls, № 7. — Rīga, 1928.
- Laika problēma tēlotājās mākslās [Проблема времени в изобразительных искусствах] // Ceļi, № 7. — Rīga, 1936.
- Benvenuto Čellini. Cilvēks, laikmets, mākslinieks [Бенвенуто Челлини. Человек, время, художник.] // Benvenuto Čellini. Dzīve, viņa paša sarakstīta. — Rīga, VAPF, 1941.
- Б. Растрелли и архитектура русского барокко // Русская архитектура первой половины XVIII века. — М., 1954. С. 279—310.
- Несколько тезисов к проблеме стиля // Творчество, № 9. — М., 1962. С. 11—12.
- Искусство XVII века и проблема стиля барокко // Проблема стилей в западноевропейском искусстве XV—XVII веков. Ренессанс, барокко, классицизм. — М., 1966.
- Разделы по изобразительным искусствам в 1, 3, 4 томах // История европейского искусствознания в 6 томах (под ред. Б. Р. Виппера и Т. Н. Ливановой). — М., 1963—1969.

## Комментарии
1. ↑  В интернет-материале «Гимназия Креймана» Архивная копия от 14 сентября 2010 на Wayback Machine имя Б. Р. Виппера (без ссылки на источник) упоминается среди тех, кто до революции «учился» в гимназии Креймана. Сам факт учебы в гимназии Креймана не противоречит утверждению Т. Н. Ливановой (много лет знавшей Бориса Робертовича и работавшей с ним) о том, что «Б. Р. Виппер окончил VII Московскую классическую гимназию». При этом в статье Инги Томан о гимназии Креймана, опубликованной в газетах «Татьянин день» (1991, № 4), «Modus Vivendi» (1996, № 1), «Московской немецкой газете» (2005, № 19), автор, подробно характеризуя преподавателя Юрия Францевича Виппера и добавляя, что «преподавал в гимназии и сын Юрия Францевича — Роберт Юрьевич Виппер», внука Бориса среди «питомцев гимназии Креймана» не упоминает.
2. ↑  Диссертация Б. Р. Виппера была опубликована с большим опозданием в Казани: «Проблема и развитие натюрморта. (Жизнь вещей)» — 1922. Современное издание: СПб.: «Азбука-классика», 2005. — 382 с. — (Серия «Художник и знаток»). — ISBN 5-352-01268-9.
3. ↑  Этой теме посвящены статьи Б. Р. Виппера «Рисунки голландских художников XVI века (1917), «Проблема сходства в портрете» (1917), «Рембрандт в изгнании» (1922).
4. ↑  Меццетен — персонаж итальянской комедии дель арте, хитрец и шут.
5. ↑  В 1961 Институт истории искусств переведен в подчинение Министерству культуры СССР.
6. ↑  И хотя в научной деятельности Б. Р. Виппера собственно музейная работа занимала относительно небольшое место, его роль научного руководителя была для ГМИИ имени А. С. Пушкина неоценима: организация многочисленных выставок, редактирование каталогов и альбомов, проведение научных сессий, выпуск сборников научных работ, заботливая помощь молодежи — все это служило важным просветительным целям (Ливанова, 1970. С. 52).